# Glasballon

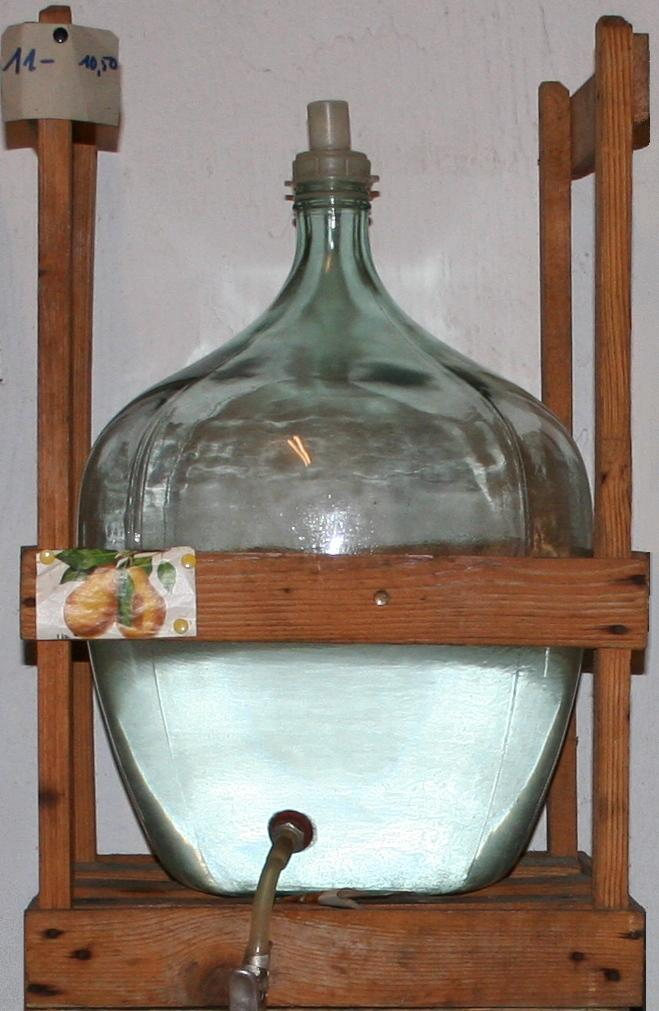
Glasballon mit Auslauf im Holzverschlag

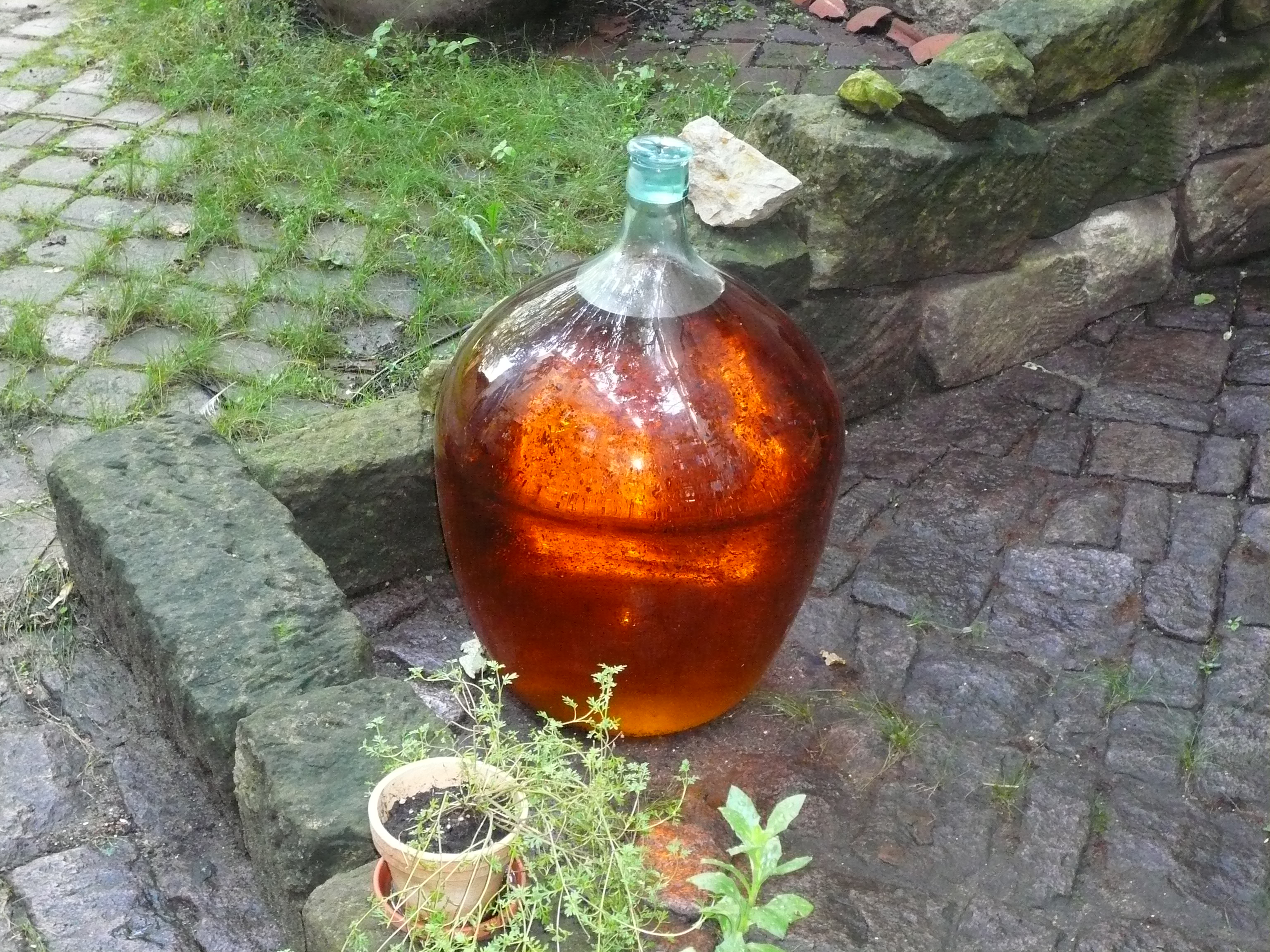
Gefüllter Glasballon

Ein Glasballon, rheinhessisch Demijohn als Verballhornung des französischen dame-jeanne, in Norddeutschland auch Demion, ist ein gläserner Behälter, der meist in der Getränkewirtschaft Verwendung findet.
Das Wort leitet sich möglicherweise vom persischen Damaghan ab.

## Form
Glasballons gibt es in Größen von 5 bis 54 Litern. Der bruchempfindliche Glaskörper wird durch einen Holzverschlag oder durch einen Weidenkorb, in neuerer Zeit auch einen Kunststoffkorb, vor Beschädigung geschützt. Er hat eine überwiegend runde Form und einen schmalen Hals, der von einem Korken, Gärverschluss oder auch einer Gummikappe verschlossen wird. Der Glasballon kann auch mit einem Ablasshahn (Schlauchablass) zum bequemeren Entleeren ausgestattet sein, diese Auslassöffnung ist schwierig zu reinigen und somit hygienisch schwerer zu handhaben.
Glasflaschen haben unterhalb von „Hals“ und „Schulter“ eine überwiegend zylindrische Form, während sich Glasballons eher der Kugelform annähern. Mit dieser wird das Fassungsvermögen im Verhältnis zum Gefäßgewicht optimiert. Durch den Einzug unterhalb des „Äquators“ hat die Bodenfläche nur etwa den halben Durchmesser des Flaschenbauchs. Zusammen mit einer leichten Einwölbung nach innen macht das den Boden stabil gegen Durchbrechen beim Aufsetzen des Ballons beim Abstellen.

## Verwendungszweck
Glasballons finden in der häuslichen Obstweinbereitung Verwendung. In Weingütern werden diese Großgefäße zur Lagerung von Süßreserve (klarem, sterilem Weinmost) benutzt. Oft reifen auch Branntweindestillate in Glasballons. In Essig-, Wein- und Destillathandlungen für den Erwerb loser Ware wird der Glasballon gerne genutzt, da die Farbe des Inhalts in klaren Glasballons zur Geltung kommt.
In Italien ist die damigiana so bemessen, dass eine Familie einen Weinvorrat von etwa einem Monat darin aufbewahren kann. Ummantelte Behälter kleineren Inhalts bezeichnet man dort als Fiasco.
Vor der Einführung von – ebenfalls in eine Hohlform geblasene – Kunststoffgefäßen wurden auch technische Flüssigkeiten, insbesondere Säuren und Lösungsmittel, in Glasballons geliefert.